# 7995 Khvorostovsky
A 7995 Khvorostovsky (ideiglenes jelöléssel 1983 PX) a Naprendszer kisbolygóövében található aszteroida. Ljudmila Georgijevna Karacskina fedezte fel 1983. augusztus 4-én.